# Charlestown CDP (Rhode Island)
Charlestown es un lugar designado por el censo ubicado en el condado de Washington en el estado estadounidense de Rhode Island. En el Censo de 2020 tenía una población de 1714 habitantes y una densidad poblacional de 233,20 habitantes por km². Fue incluido como CDP en el censo de 2020.

## Geografía
Charlestown se encuentra ubicado en las coordenadas 41°22′55″N 71°38′36″O / 41.38194, -71.64333. Según la Oficina del Censo de los Estados Unidos,  tiene una superficie total de 7,35 km², de la cual 5,86 km² corresponden a tierra firme y 1,49 km² a agua.